# 朴柱範

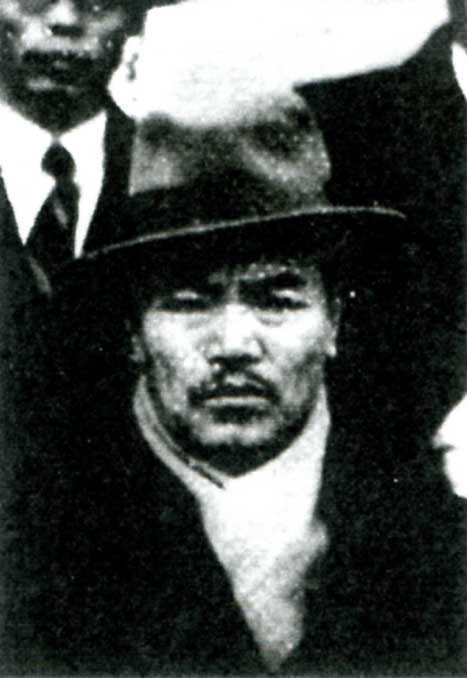
本庄村議員当選時の朴柱範

朴柱範（パク・チュボム、朝: 박주범, 1885年（明治18年） - 1949年（昭和24年）11月25日）は、在日朝鮮人活動家の一人。

## 来歴
慶尚北道出身。1927年（昭和2年）来日。雑貨商などを営み、1930年代にはキリスト教の集会を主催し、在日朝鮮人の左翼系消費組合、阪神消費組合の理事として活躍。阪神消費組合は1931年（昭和6年）3月に尼崎で成立したもので、本庄村青木に出張所が置かれ、森配給所（本山村）の責任者が朴柱範だった。1937年（昭和12年）に本庄村議員に当選、これを2期務めた。在日朝鮮人の間で信望厚く、戦後は芦屋市東山町に住み、在日本朝鮮人連盟兵庫支部長となった。1948年（昭和23年）の阪神教育事件での指導者として同7月19日、軍事委員会裁判にて重労働4年9ヶ月が課せられた。1949年（昭和24年）11月25日、病気により仮出獄、その数時間後に死去した。

## 参考資料
- 本庄村史編纂委員会 編『本庄村史 : 神戸市東灘区深江・青木・西青木のあゆみ. 歴史編』本庄村史編纂委員会、2008年。
- 権寿根『兵庫県朝鮮人運動の歩み（1945年-1955年）―朝鮮総聯結成50周年に際して（「生活と社会科学」臨時号）』在日本朝鮮社会科学者協会兵庫支部。
- "神戸事件とは？ 日本でもあった戒厳令 1948年4月24日" (「みんなで考える“ヒューマン・ライツ”」実行委員会)、2009年。